# AE Aurigae
AE Aurigae – gwiazda zmienna typu widmowego O znajdująca się w gwiazdozbiorze Woźnicy w odległości około 1500 lat świetlnych od Słońca. Jest położona w mgławicy IC 405, którą jonizuje i która dzięki niej otrzymała nazwę Mgławica Płonąca Gwiazda.
AE Aurigae jest gwiazdą uciekającą. Narodziła się ona prawdopodobnie w Wielkiej Mgławicy w Orionie. Jednak silne oddziaływania grawitacyjne z najbliższymi jej gwiazdami wyrzuciły ją z macierzystej mgławicy około 2,5 miliona lat temu. Od tego momentu AE Aurigae oddala się od miejsca, w którym powstała w tempie około 200 km/s.